# Albert Calvayrac
 (novembre 2023).
Albert Calvayrac, né le 20 juillet 1934 à Conques-sur-Ordiel et mort le 26 novembre 2023 à Toulouse,,, est un trompettiste français. Élève de Raymond Sabarich, il forme de nombreux musiciens professionnels tels que Claude Égéa ou encore Nicolas Gardel. Il enseigne au conservatoire de Toulouse en 1965 et 2000 et assure le poste de trompette solo de l'orchestre national du Capitole de Toulouse de 1965 à 1974.

## Biographie
Albert Calvayrac débute la trompette avec son père qui jouait du tuba. Rapidement, il montre des aptitudes et suit les leçon de solfège avec Paul Izard dans sa ville natale de Conques. C'est M. Bocquet, professeur de trompette de Carcassonne, qui va convaincre ses parents de le laisser poursuivre dans cette voie et à 14 ans en 1948, il entre au conservatoire de Toulouse dans la classe de Louis Déjean où il décroche le 1er prix en 1951. Il intègre en 1951 la classe de Raymond Sabarich au Conservatoire national supérieur de musique de Paris. Tout d'abord au cornet, il décroche un 1er prix ex-aequo en 1953 avec Bernard Jeannoutot. Puis, à la trompette, il remporte également un 2e accessit en 1955.
Par la suite, il intègre plusieurs formations dont La Musique du Train et divers orchestre de variétés. Il se fait notamment un nom dans l'orchestre de Jean Bentaberry à partir de 1957, avec Edouard Thau, Albert Philibert. Ces concerts sont diffusés sur Radio-Toulouse régulièrement jusqu'en 1972.
En 1957, il intègre l'orchestre symphonique de Toulouse de l'ORTF jusqu'en 1965, puis l'orchestre du Capitole de Toulouse qu'il quittera en 1974. Il fait de nombreux enregistrements notamment avec l'Orchestre de chambre de Toulouse, dans des œuvres de Bach, Hummel, Telemann, Honegger, Torelli, ou encore Albinoni.
Il enseigne dès 1956 au conservatoire de Limoges, et succède à Louis Déjean en 1965 au Conservatoire de Toulouse, poste qu'il occupera jusqu'à sa retraite en 2000. Il anime tout au long de sa carrière de nombreux stages d'été. Dans ses élèves, on peut citer : Michel Bayle, Jean-Pierre Canilhac, Jean-Luc Machicot, Jean-Marie Cousiné, Philippe Cruchandeau, Claudé Égéa, Nicolas Gardel, Jean-Claude Lafargue, Philippe Lafitte, Paul Millischer, Pierre Palas, Serge Tizac, Julien Silvand, Xavier Ardourel, Lionel Saugnon, Pierre Turc, ou encore Guy Estimbre.
En 2013, la ville de Conques-sur-Ordiel lui a remis la médaille de la ville pour toute sa carrière.

## Discographie

### En soliste
- En 1950 : Honneur & Patrie, sonneries réglementaires de clairon et trompette (avec Serge Lemidou) chez Decca (450539)

### Avec l'Orchestre Jean Bentaberry
- De 1950 à 1972 : Ricordi Pathé (C176940), Arion (ARN3328), Ducretet (250V092) et Agorila (LP 70.04)

Disponible sur Youtube : 
- La Fête Militaire [5]
- Abeille et Frelon[6]

### Avec l'Orchestre de chambre de Toulouse
- 1961 : Bach, Suite N°3 (Véga B403/5) et Suite N°4 (Véga 16139)
- 1962 : Stravinski, L'histoire du Soldat (Véga 8503)[7]
- 1962 : Telemann, Concerto a Quattro (Club Français du Disque, Musidisc RC681 & Nonsuch(US) 71066)[8]
- 1963 : Vivaldi, Concerto pour deux trompettes P75 (VSM CVD2212D, HMV (E) SXLP30144[9]
- 1973 : Telemann, Concerto pour deux hautbois (Columbia CCA1060, VSM 6111235)
- 1971 : Haydn, Concerto (VSM C053-10915, C069-12140)

### Avec le Quintette Ars Nova
- 1976 : Les Cuivres s'amusent (Erato 70959)

### Trumpet Workshop
Lors du premier festival organisé par la Guilde française des trompettistes.
- 1979 : Trumpet Tune (ML 04), Concerto Hummel (unissued), Pièces de Corelli, Kalistratov, Lang et Shsholokov[10]